# Protobothrops flavoviridis
Espèce
Statut de conservation UICN

LC : Préoccupation mineure
Protobothrops flavoviridis est une espèce de serpents de la famille des Vipéridés. Cette espèce porte le nom de Habu en anglais.

## Répartition
Cette espèce est endémique des îles Ryūkyū (Japon). On la rencontre notamment dans l'archipel Okinawa (préfecture d'Okinawa) et dans les îles Amami (préfecture de Kagoshima).

## Description
C'est un serpent venimeux ovipare.

## Liste des sous-espèces
Selon The Reptile Database (20 février 2014) :
- Protobothrops flavoviridis flavoviridis (Hallowell, 1861)
- Protobothrops flavoviridis tinkhami (Gloyd, 1955)

## Systématique
Le nom valide complet (avec auteur) de ce taxon est Protobothrops flavoviridis (Hallowell, 1861).
L'espèce a été initialement classée dans le genre Bothrops sous le protonyme Bothrops flavoviridis Hallowell, 1861.
Protobothrops flavoviridis a pour synonymes :
- Bothrops flavoviridis Hallowell, 1861
- Trimeresurus flavoviridis tinkhami Gloyd, 1955
- Trimeresurus flavoviridis (Hallowell, 1861)
- Trimeresurus riukiuanus Hilgendorf, 1880

## Utilisation
Ce serpent est utilisé pour la confection du habushu, un alcool de serpent.

## Publications originales
- Sous-espèce type :
  - (en) Hallowell, 1861 "1860", « Report upon the Reptilia of the North Pacific Exploring Expedition, under command of Capt. John Rogers, U. S. N. », Proceedings of the Academy of Natural Sciences of Philadelphia, vol. 12, p. 480-510 (lire en ligne).
- Sous-espèce P. f. tinkhami :
  - (en) Gloyd, 1955, « A new crotalid snake from Kume Shima, Riu Kiu Islands », Bulletin of the Chicago Academy of Sciences, vol. 10, no 8, p. 123-134.